# Месторф, Иоганна
Иоганна Месторф (нем. Johanna Mestorf, 15 апреля 1828 — 20 июля 1909) — немецкая археолог, специалист по доисторическому обществу.

## Биография
Иоганна Месторф родилась в 1828 г. в Бад-Брамштедте. Она была четвёртой из девяти детей антиквара Якоба Генриха Месторфа и Софии Катарины Георгины, урождённой Корнёр. После смерти отца в 1837 г., Иоганна с матерью переехала в Итцехо, где посещала высшую школу для девочек при Blöckersches Institut. В 1849 году она уехала гувернанткой в Швецию в семью графа Пипера (замок Энгсё). Там она учила скандинавские языки.
В 1853 г. она вернулась в Германию и, в качестве компаньонки сопровождая итальянскую графиню, несколько раз посетила Францию и Италию. С 1959 г. она жила со своим братом Харро в Гамбурге, где с 1867 г. она работала секретарём по иностранной корреспонденции. В процессе работы она занималась самообразованием в области археологии.
С 1863 г. Иоганна переводила археологические труды скандинавских авторов на немецкий язык, эти переводы имели большое влияние на развитие этой тематики в Германии, в частности, на периодизацию истории и типизацию артефактов. Она также в 1860-х гг. начала писать свои труды, статьи и очерки по теме этнографии и археологии, а также читать лекции по скандинавской мифологии. В 1869 г. она участвовала в антропологическом конгрессе в Копенгагене и представляла Гамбург на конгрессах в Болонье (1871 г.), Стокгольме (1874 г.) и Будапеште (1876 г.).
Областью интересов Иоганны Месторф стала первобытная история Шлезвиг-Гольштейна. Ей принадлежит термин Культура одиночных погребений для северогерманского и южноскандинавского региона культуры боевых топоров. Она вела каталог доисторических находок Шлезвиг-Гольштейна, вела просветительскую деятельности о важности сохранения артефактов, их исследования и сохранения. Также она документировала и хранила традиционные серебряные украшения голштинских крестьянских семей и пожертвовала собранную ей коллекцию в Thaulow-Museum.
В 1868 году Иоганна получила почётную должность в Кильском музее, в 1891 году стала его директором — считается, что она была первой женщиной-директором музея в Германии. Она отвечала за коллекции музея доисторических времён и древней истории. В 1899 году в честь её 71-летия и в знак признания её заслуг Министерство культуры Пруссии присвоило ей звание почётного профессора — считается, что тем самым она стала первой женщиной-профессором Германии.
Иоганна Месторф отошла от дел 1 апреля 1909 года. 17 апреля в 81-й день рождения ей присвоили почётную докторскую степень по медицине.
Иоганна Месторф скончалась в 1909 году и была похоронена рядом со своей семьёй на гамбургском кладбище.
В честь Иоганны Месторф была названа улица в кампусе Кильского университета, её именем назван лекционный зал, где висит её портрет. Она была почётным членом 19 учёных сообществ, была награждена золотой медалью за искусство и науку, серебряным женским орденом «За заслуги», Шведской золотой медалью супруги короля Оскара I. Император Вильгельм I подарил ей лично подписанную фотографию.

## Публикации
- Wiebeke Kruse, eine holsteinische Bauerntochter. Ein Blatt aus der Zeit Christians IV. Hamburg: Meissner, 1866.
- Der archäologische Congress in Bologna. Aufzeichnungen. Hamburg: Meissner, 1871.
- Der internationale archäologische und anthropologische Congress in Stockholm am 7. bis 16. August 1874 — siebente Versammlung. Hamburg: Meissner, 1874.
- Der internationale Anthropologen- und Archäologen-Congress in Budapest vom 4. bis 11. September 1876 — achte Versammlung. Hamburg: Meissner, 1876.
- Die vaterländischen Alterthümer Schleswig-Holsteins. Ansprache an unsere Landsleute. Hamburg: Meißner, 1877.
- Vorgeschichtliche Alterthümer aus Schleswig-Holstein. Zum Gedächtnis des fünfzigjährigen Bestehens des Museums vaterländischer Alterthümer in Kiel. Hamburg: Meissner, 1885.
- Katalog der im germanischen Museum befindlichen vorgeschichtlichen Denkmäler. Rosenberg’sche Sammlung. Nuremberg: Germanisches Museum, 1886.
- Urnenfriedhöfe in Schleswig-Holstein. Hamburg: Meissner, 1886.
- «Aus dem Steinalter. Gräber ohne Steinkammer unter Bodenniveau». Mitteilungen des Anthropologischen Vereins in Schleswig-Holstein 1892, pp. 9-24.
- «Moorleichen». In Bericht des Museums Vaterländischer Alterthümer bei der Universität Kiel 42 (1900)
- (with Karl Albert Weber). Wohnstätten der älteren neolithischen Periode in der Kieler Föhrde. Kiel: Lipsius & Tischer, 1904.
- Führer durch das Schleswig-Holsteinische Museum Vaterländischer Altertümer in Kiel. Kiel: Dr. von Schmidt & Klaunig, 1909.